# Пластодзьобик складочковий
{{#ifeq:0|0|{{#if:Plasteurhynchium striatulum|{{#if:|[[]}}|[[]]}}}}
Пластодзьобик складочковий (Plasteurhynchium striatulum) — вид мохів порядку гіпнобрієвих (Hypnales).

## Поширення
Ареал охоплює такі частини світу: Європа, Північна Африка.

## Характеристика
Рослини від помірно міцних до сильних від жовтих до темно-зелених. Первинні стебла повзучі, вторинні — висхідні. Рослини утворюють пухкі, блискучі, дещо жорсткі газони. Листки трикутнико- чи яйцеподібні, з довгим загостренням. Листкова жилка зазвичай закінчується у верхній половині листка у вигляді колючки, що виходить з нижньої сторони листка. Листя гілок трохи дрібніше і вужче, краї більш різко зазубрені, в іншому схожі на стеблові листки. Вид дводомний. Коробочкові ніжки гладкі, 1–2 см. Коробочка подовжена, яйцеподібна, похила; кришка дзьобувата. Спори дрібно гранульовані і мають розмір від 15 до 17 мікрометрів. Спорові коробочки зустрічаються рідко.